# شون سوجاتا
شون سوجاتا (بالكانا:すがた しゅん) هو ممثل ياباني، ولد في 17 فبراير 1955 في اليابان.

## وصلات خارجية
- شون سوجاتا على موقع IMDb (الإنجليزية)
- شون سوجاتا على موقع قاعدة بيانات الفيلم (الإنجليزية)